# Concílio de Latrão (964)
O Concílio de Latrão (964) era um sínodo (ou conselho da igreja) realizado no Palácio de Latrão em 23 de junho de 964, com o objetivo de depor o papa Bento V. 

## Contexto
Depois que o papa Leão VIII foi deposto em 964 pelo papa rival João XII no Sínodo de Roma, Leão fugiu e procurou refúgio com o Sacro Imperador Romano Otto I. Após a morte de João, em 14 de maio de 964, os nobres romanos elegeram o Papa Bento V em seu lugar. O imperador Otto sitiou Roma e, em 23 de junho de 964, entrou na cidade, acompanhado por Leão VIII que, por ordem de Otto, convocou um concílio da igreja no Palácio Lateranense. O concílio estava sob a presidência do imperador; também estava presente Liuprando de Cremona, que relatou os eventos do concílio. Muitos dos prelados que estiveram presentes nos dois sínodos anteriores, que por sua vez depuseram o Papa João XII e Leão VIII, também estavam presentes neste concílio. 

## Atos do concílio
Bento V, juntamente com seus apoiadores clericais e leigos, foi levado ao concílio em 23 de junho de 964. Vestido com suas vestes pontifícias, o arquidiácono perguntou-lhe com que direito ele assumia a cadeira de São Pedro enquanto Leão ainda vivia, especialmente porque havia participado do sínodo que depôs João XII e supervisionou a eleição de Leão. Ele também foi acusado de ter quebrado seu juramento ao imperador de não eleger um papa sem o consentimento imperial.
Bento respondeu perguntando: "Se eu pequei, tenha piedade de mim". O concílio então procedeu a confirmar Leão como o verdadeiro papa nomeado canonicamente e anunciou que Bento foi deposto como papa. Nesta sentença, Leão cortou o paládio de Bento em dois pedaços e quebrou sua equipe pastoral, antes de arrancar suas vestes pontifícias. Foi somente através da intervenção de Otto que Bento foi autorizado a manter o posto de diácono.